# Геоморфологічна будова України
Розташування низовин, височин, гір України, їх простягання, висоти пов'язані з тектонічними структурами, в чому можна пересвідчитися, зіставляючи фізичну і тектонічну карти. Подільська, Придніпровська, Донецька височини, Придніпровська низовина, гірські пасма Українських Карпат мають загальний напрям простягання з північного заходу на південний схід, як і тектонічні структури, до яких вони приурочені. Ця ж закономірність простежується щодо напряму і будови річкових долин: Дніпра в середній течії, Дністра, Південного Бугу.
На розвиток осадонагромадження і утворення форм рельєфу істотно впливали неотектонічні рухи — рухи земної кори, що відбувалися в неоген-четвертинний період, їх сумарна амплітуда на платформеній частині території становить 300–500 м, а в гірських країнах — 800—1 200 м. З районами активних тектонічних рухів пов'язані вияви сейсмічності в Карпатах, Причорномор'ї, Кримських горах. Найбільша інтенсивність сейсмічних явищ характерна для Криму, де сила землетрусів становить 6—7 балів. (Пригадайте, коли був найбільший землетрус у Криму.)
Геологічні структури, неотектонічні рухи, а також давні і сучасні кліматичні умови зумовили виникнення різноманітних за походженням типів і форм рельєфу на території України: тектогенних, вулканогенних, денудаційних, водно-ерозійних, морських, льодовикових і водно-льодовикових, гравітаційних, карстово-суфозійних, еолових.
Тектогенні — це форми рельєфу, що утворилися внаслідок деформації земної кори. Ними є складчасті хребти Карпат і Кримських гір, Причорноморська западина.
Вулканогенні форми рельєфу поширені в Карпатах (Вигор-лат-Гутинський вулканічний хребет), на Закарпатській низовині (Берегівське горбогір'я), в Кримських горах (Карадаг, Аюдаг та ін.) (мал. 10). На Керченському півострові є грязьові вулкани з відносними висотами до 50 м.
Грязьові вулкани — це різні за формою природні конусоподібні утворення, з яких постійно або періодично викидаються на поверхню грязьові маси, горючі гази, тверді уламки. Виникнення їх зумовлене особливостями геологічної будови та нафтогазоносністю Керченського півострова. Грязьові вулкани там розташовані поодинці або групами. Найбільша активність їх припадає на неогеновий період. Грязьові вулкани поділяються на постійно діючі, періодично діючі та згаслі. Виверження постійно діючих грязьових вулканів відбувається спокійно. Розташовані вони в овальних улоговинах, на дні яких підносяться конуси заввишки до 1,5—2,0 м і містяться озера. Періодично діючі вулкани викидають грязьові маси один раз за кілька або десятки років. Виверження відбувається протягом кількох діб І супроводжується вибухами, місцевими землетрусами, іноді самозайманням газу. В сучасному рельєфі це — конічні горби або похилі підвищення заввишки до 60 м. Всього на Керченському півострові відомо близько 50 грязьових вулканів, більша частина з них — згаслі. З грязьовулканічними структурами пов'язані родовища залізних руд (Новоселівське, Баксинське та ін.), глини, що використовуються для виробництва керамзиту, вапняки. Грязь вулканів є лікувальним засобом.
Денудаційні форми рельєфу — ті, що утворилися в результаті денудації — руйнування гірських порід водою, льодом, вітром. Вони поширені на Поліській низовині, Подільській, Придніпровській і Донецькій височинах, в Приазов'ї. Це — останці, пасма, вали, виходи гранітів, уступи. В передгір'ї Кримських гір ними є Зовнішнє і Внутрішнє пасма, розділені долиною, що має ширину 4—5 км. На Подільській височині — це товтровий бар'єр, утворений вапняковими підняттями і кряжами з широкими плоскими вершинами і крутими схилами.
Водно-ерозійні форми рельєфу утворюються текучими водами. Це — річкові долини, балки, яри (мал. 11). Вони мають велике поширення в Україні, що зумовлено вологістю клімату, наявністю покривних порід, які легко руйнуються тимчасовими потоками.
Ріст ярів руйнує поверхню, ґрунти, ускладнює будівництво міст, доріг, промислових об'єктів. Боротися з цим негативним явищем під силу і колективу школи. Часто для закріплення яру достатньо насадити у його верхів'ї дерева і кущі, посіяти трави.
Морські абразивні останці (абразія — руйнування берегів хвилями) поширені вздовж узбережжя Кримських гір (мал. 12), морські акумулятивні форми (акумуляція — накопичення) — коси — на Азово-Чорноморському узбережжі (Арабатська Стрілка).
Морський прибій і зсуви — підступний ворог Азово-Чорномор-ського узбережжя України. Постійні обвали, розмиви, шторми «з'їдають» за рік 1,0—1,5 м берегів. Для попередження зсувів і обвалів будують протизсувні споруди. В Україні захисту потребує узбережна смуга завдовжки 1 800 км (від гирла Дунаю до Керченської протоки).
До льодовикових форм рельєфу належать кари (борозни) і цирки (чашкоподібні заглиблення), що у невеликій кількості
збереглися в Карпатах. На заході Українського Полісся відомі ози (довгі вузькі піщані вали), на Житомирському Поліссі — ками (горби 6—12 м заввишки), на Поліській низовині — моренні рівнини і горби.
Карстово-суфозійні форми — печери і поди. Карст поширений в районах залягання крейдових, гіпсових і вапнякових тріщинуватих порід, тобто в тих, що розчиняються у воді. Поди — це плоскі, найчастіше круглі зниження в степах на півдні України. Вони є результатом суфозійних явищ — вимивання дрібних мінеральних часточок ґрунту, внаслідок чого відбувається його просідання.
Найбільша в світі карстова печера в гіпсах знаходиться поблизу села Коралівки Тернопільської області. Називається вона Оптимістична. Загальна довжина її лабіринтів 165 км. Вже кілька років досліджують її українські і зарубіжні спеціалісти—спелеологи, їм удалося нанести на карту кілька десятків залів вигадливої форми, велику кількість відгалужень, два десятки мальовничих озер, окремі з яких досягають чотирьох і більше метрів глибини.
Гравітаційні форми рельєфу утворюються під впливом сили тяжіння (гравітації). Ці форми рельєфу — результат обвалів, осипищ, зсувів. Вони характерні для Південного берега Криму, Карпат, правобережних схилів долини Дніпра та інших річок.
Еолові форми рельєфу — піщані горби, пасма поширені на Поліссі, в долинах річок і їх дельтах, у пониззі Дніпра (Олешківські піски), на морських косах.
З господарською діяльністю пов'язано виникнення техногенних форм рельєфу: кар'єрів, териконів, гребель, терас на схилах горбів, валів тощо.
Трапляються форми рельєфу, викликані порушеннями гірських порід, що сталися під тиском льодовика. Вони дістали назву гляціодислокацій (від латинської гляціс — лід і французької дислокаціон — зміщення).
В Україні гляціодислокації пов'язані з дніпровським зледенінням. У результаті тиску льодовиків утворились складки, насуви, які добре виражені в рельєфі. Відомими утвореннями цього типу є Канівські гори, Мошногірський кряж, куполоподібні «гори» Пивиха, Калитва, Кленова, що знаходяться у Середньому Придніпров'ї. Такого ж походження горби і пасма, що спостерігаються на територіях Київської і Житомирської областей. У межах Волинської області гляціодислокації утворюють підвищення на поверхні височин.